# 東大新站
東大新站（：／ Dongdaesin yeok */?）是釜山地鐵1號線沿線的一座地下車站，位於大韓民國釜山廣域市西區東大新洞和西大新洞的交界處。該站原名東大新洞站，2010年時更改為現在名稱。

## 車站結構
站體為2面2線側式月台的地下車站，候車月台設有月台幕門，並有8處出口。1、3、5、7號出口為東大新洞，2、4、6、8號出口為西大新洞。

### 月台配置
| 西大新 ↑ |
| \| 上    |
| ↓ 土城   |

| 月台 | 路線               | 目的地                 |
| ---- | ------------------ | ---------------------- |
| 上行 | ●釜山都市铁道1号线 | 多大浦海水浴場方向     |
| 下行 | ●釜山都市铁道1号线 | 釜山站、西面、老圃方向 |

## 歷史
- 1990年2月28日：東大新洞站落成啟用。
- 2010年2月24日：更名為東大新站。

## 車站周邊
- 慶南高校
- 大新女子中學
- 釜山西女子高校
- 西區廳
- 西區衛生所
- 西大新郵局
- 釜山西部警察署九德地區分隊
- 釜山九德運動場

## 相鄰車站
釜山交通公社
●釜山都市铁道1号线
西大新（107）－東大新（108）－土城（109）